# Moolabalia nevillecolemani
Moolabalia nevillecolemani is een zachte koraalsoort uit de familie Clavulariidae. De koraalsoort komt uit het geslacht Moolabalia. Moolabalia nevillecolemani werd in 2001 voor het eerst wetenschappelijk beschreven door Alderslade. 